# Rudolf Katscher
Rudolf Katscher (* 17. April 1904 in Wien als Rudolf Kacser; † 8. Juni 1994 in London) war ein österreichischer Drehbuchautor, Film- und Fernsehregisseur.

## Leben
Er studierte Architektur an der Kunstgewerbeschule Wien und arbeitete anschließend als Journalist beim Neuen Wiener Tagblatt. Seit 1928 schrieb er Drehbücher für den deutschen Film und ließ sich in Berlin nieder. Er spezialisierte sich auf Kriminalfilme und schrieb unter anderem am Drehbuch zu dem Edgar-Wallace-Film Der Zinker mit.
Nach der Machtübernahme der Nationalsozialisten kehrte Katscher nach Österreich zurück und inszenierte dort einige Filme. 1935 emigrierte er nach London und nannte sich nun Rudolf Cartier/Carter. Er arbeitete Ende der 1930er-Jahre erstmals für die BBC (u. a. an den Fernsehdramen Rehearsal for a Drama, BBC 1939), der Krieg unterbrach seine Arbeit aber zunächst. Sein Fernsehspiel The Dead Eye wurde sogar in der Produktionsphase gestoppt. Neben kleineren Drehbucharbeiten fungierte er daher zunächst als Ideenlieferant, zum Beispiel für Der Mann aus Marokko (1944). 1952 erhielt er eine abermalige Anstellung bei der BBC, wo er Stücke für das Fernsehen inszenierte und produzierte. Er avancierte später zu einem von acht Chefregisseuren des britischen Fernsehens und inszenierte als solcher unter anderem auch die Maigret-Reihe mit Rupert Davies. Durch seine Adaptionen von meist kontinentaleuropäischen Theaterdramen und originären Fernsehproduktionen, die er zusammen mit Nigel Kneale erstellte, wie Quatermass und Quatermass II, machte er sich über Großbritannien hinaus einen Namen als Fernsehpionier. Später arbeitete er auch in seiner Heimat Wien für den ORF und im Auftrag der ARD.

## Filmografie (Auswahl)
| - 1928: Das Spiel mit der Liebe (Drehbuch) - 1928: G’schichten aus dem Wienerwald (Drehbuch) - 1929: Im Prater blüh’n wieder die Bäume (Drehbuch) - 1929: Die Schmugglerbraut von Mallorca (Drehbuch) - 1929: Mascottchen (Drehbuch) - 1930: Der Greifer (Drehbuch) - 1930: Der Schuß im Tonfilmatelier (Drehbuch) - 1930: Der Tiger (Drehbuch) - 1931: Täter gesucht (Drehbuch) - 1931: La maison jaune de Rio (Drehbuch) - 1931: Tropennächte (Drehbuch) - 1931: D-Zug 13 hat Verspätung (Drehbuch) - 1931: Das gelbe Haus des King-Fu (Drehbuch) - 1931: Salto Mortale (Drehbuch) - 1931: Der Zinker (Drehbuch) - 1931: Die Pranke (Drehbuch) - 1932: Teilnehmer antwortet nicht (Regie, Drehbuch) - 1932: Schuß im Morgengrauen (Drehbuch) - 1933: Unsichtbare Gegner (Regie) - 1933: Les requins du pétrole (Regie) | - 1935: Liebe auf Bretteln (Regie) - 1947: Im Banne der Vergangenheit (Corridor of Mirrors) (Drehbuch, Produktion) - 1951: The Man With the Twisted Lip (Kurzfilm; Produktion) - 1953: The Quatermass Experiment (Regie, Produktion) - 1955: Quatermass II (Regie, Produktion) - 1958: Passionate Summer – ein Sommerflirt (Passionate Summer) (Regie) - 1958/59: Quatermass and the Pit (Regie, Produktion) - 1960: Der Rächer (Drehbuch) - 1961–63: Maigret (Regie, 3 Folgen) - 1962: Der Kronanwalt (Drehbuch und Regie) - 1964: Legende einer Liebe (Regie und Drehbuch) - 1964: Briefe eines toten Dichters (Fernsehspiel, Regie) - 1964: Das Haus der Vergeltung (Fernsehspiel, Regie) - 1966: Alibi für James (Regie und Drehbuch) - 1968: Die Pickwickier (Fernsehfilm, Regie und Drehbuch) - 1971: Rembrandt (Fernsehfilm, Regie und Drehbuch) - 1974: Sturz der Adler (Fernseh-Miniserie, Regie bei zwei Episoden) |